# Distretto di Bougainville Meridionale
Il distretto di Bougainville Meridionale, in inglese South Bougainville District, è un distretto della Papua Nuova Guinea appartenente alla Regione autonoma di Bougainville. Ha una superficie di 3.785 km² e 55.000 abitanti (stima nel 2000)

## Geografia antropica

### Suddivisioni amministrative
Il distretto è suddiviso in due Aree di Governo Locale:
- Bana
- Buin
- Siwai
- Torokina